# Pulp (textiel)

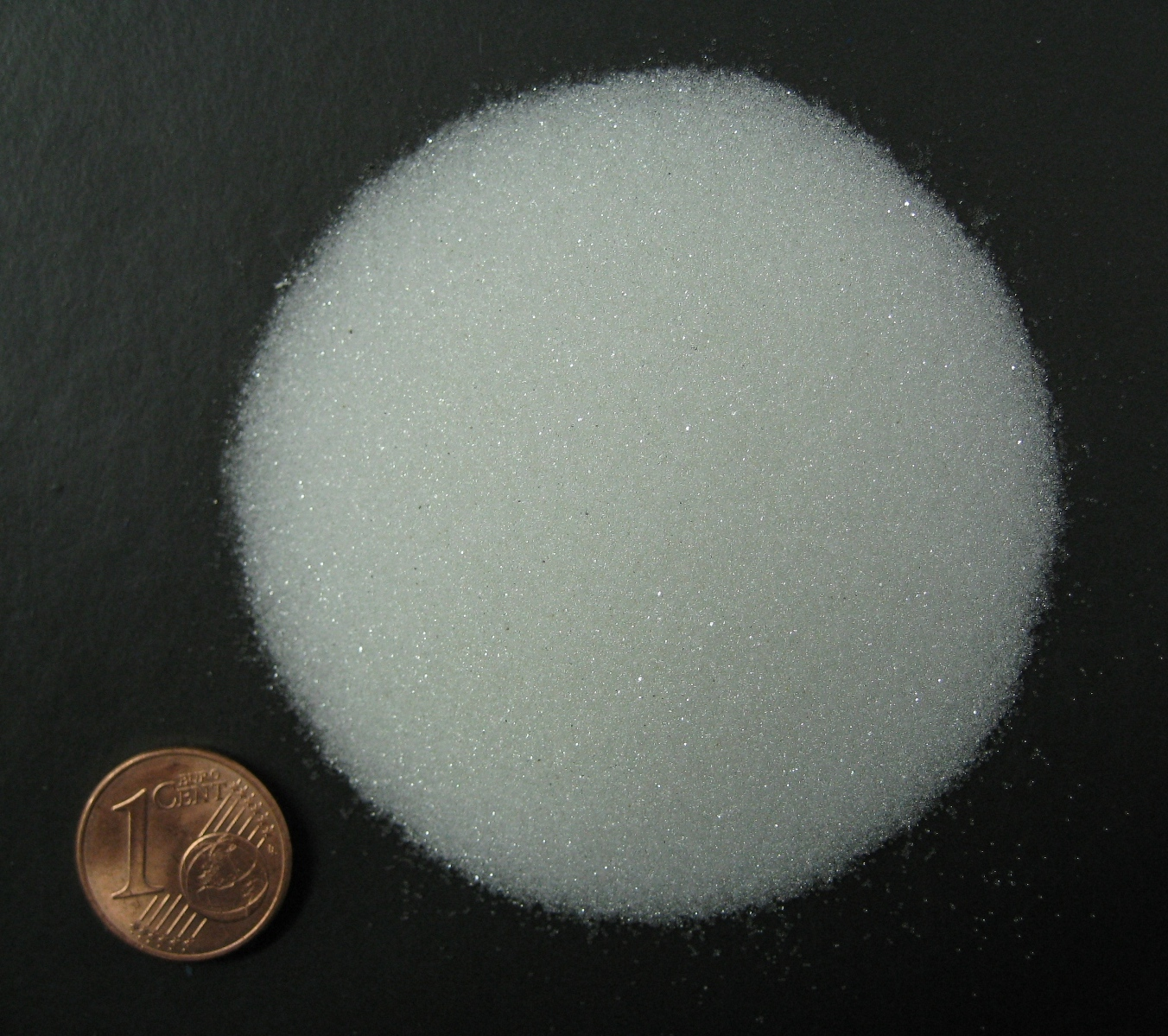
Glaspulp

De naam pulp staat in de textielindustrie voor zeer korte vezels van hooguit 1 millimeter lang.
Pulp wordt gebruikt als kunststofversterking dus als bijmenging in kunststoffen om de eigenschappen te verbeteren. Een bekend voorbeeld is de bijmenging van glas in polyamide en polyester voor spuitgiettoepassingen variërend van tandwielen in printers en andere onderdelen voor diverse apparaten en machines tot stoelen. Een andere de toevoeging van aramide aan remvoeringen en koppelingsplaten als asbestvervanging.